# Font de la Feixa (la Pobla de Segur)
La Font de la Feixa és una font del terme de la Pobla de Segur, al Pallars Jussà. Pertanyia al poble de Montsor.
Està situada a 1.320 m. alt., al vessant sud de lo Tossalet. De la mateix font neix el barranc de la Font, que passa a ponent de Montsor.